# Oveco Núñez

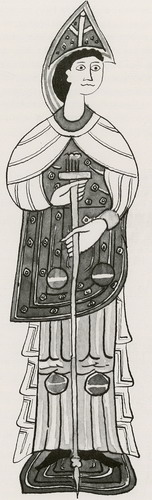
Representación de un obispo del siglo x o del principio del siglo xi en el Codex Emilianensis

Oveco Núñez (fallecido en 951), fue obispo de León desde 927 y fiel colaborador de los reyes leoneses hasta su muerte. Aparece confirmando varias donaciones y diplomas, firmando como Ovecco Munniz, Obeco Muniz y Ovecus episcupus, y actuando en ocasiones con sus hermanos Vela, Suero, Munio, Nuño y el conde Bermudo Núñez.  Fue hijo de un Nuño quien pudo ser Nuño Ordóñez, hijo del rey Ordoño I de Asturias, o bien un Nuño Vélaz, hijo de Vela Jiménez, conde de Álava.

## Vida
Aparece por primera vez en un documento del monasterio de Sahagún en 920 firmando como diácono. Aunque según Manuel Risco en España sagrada fue obispo entre los años 928-950, investigaciones más recientes de Antonio Palomeque Torres en Episcopologio de las sedes del Reino de León lo sitúa ejerciendo este cargo eclesiástico entre 927 y 950. Junto con su hermano Bermudo y el obispo de Salamanca Dulcidio II participó en la repoblación de esta última ciudad en 937.
Después de su muerte, su sobrino Fernando Bermúdez heredó muchas de sus propiedades en el reino de León además del monasterio que había fundado el obispo en Vega.